# Гачув (гміна, Березівський повіт)
Ґміна Гачув (пол. Gmina Haczów) — колишня (1934—1939 рр.) сільська ґміна Бжозовського повіту Львівського воєводства Польської республіки (1918—1939) рр. Центром ґміни було село Гачув.

1 серпня 1934 р. було створено ґміну Гачув у Бжозовському повіті. До неї увійшли сільські громади: Буків, Гачув, Яблониця Польська, Ясенів, Малінувка, Треснів, Вздув, Змінниця.